# Clutch Chess
Clutch Chess ist eine Turnierform im Schach, die 2020 von dem amerikanischen Schachgroßmeister Maurice Ashley entwickelt wurde. 

## Begriff
Der Name wurde aus dem Baseball-Jargon übernommen. Dort bezeichnet Clutch Hitter einen nervenstarken Spieler, der besonders in spielentscheidenden Situationen gute Leistungen zeigt. 
Ziel des Formats ist es, den Wettbewerb möglichst spannend und für Zuschauer attraktiv zu gestalten. 

## Regeln
Das Turnier wird im K.-o.-System ausgetragen. Jedes Match besteht aus 12 Schnellschach-Partien. Die Besonderheit ist, dass die Partien 5 und 6 doppelt und die Partien 11 und 12 dreifach gewertet werden. Insgesamt können somit 18 Punkte erreicht werden. Um das Match zu gewinnen, reichen theoretisch Siege in den vier Partien mit Sonderwertung, selbst wenn man die übrigen acht Partien verliert. Die Anzahl der gewonnenen Partien mit Sonderwertung ist auch erstes Tie-Break-Kriterium, falls am Ende des Matches Punktgleichheit vorliegt. 
Für die Partien mit Sonderwertung werden zusätzliche Preisgelder ausgesetzt. Dabei werden Prämien, die in den Partien 5 und 6 nicht ausgezahlt werden, weil die Partie mit einem Remis endet, zu gleichen Teilen den Prämien für die Partien 11 und 12 hinzugefügt. Endet auch Partie 11 mit einem Remis, wird die Summe zu der Prämie für Partie 12 addiert. Erst wenn auch die letzte Partie mit einem Remis endet, verfällt die Prämie. 
Aufgrund dieser Regeln ist es in vielen Fällen möglich, dass ein im Rückstand liegender Spieler das Match in den letzten beiden Partien noch zu seinen Gunsten wenden kann. Selbst wenn das Match bereits vorzeitig entschieden ist, sollen die Partien mit Sonderwertung dafür sorgen, dass bis zum Ende mit vollem Einsatz gespielt wird, weil die Spieler ihr Preisgeld dadurch noch deutlich verbessern können.

## Turniere
Das erste Turnier in diesem Format wurde vom 26. bis 29. Mai 2020 online mit vier Teilnehmern ausgetragen: Fabiano Caruana, Wesley So, Leinier Domínguez und Hikaru Nakamura. Der Preisfonds belief sich auf 100.000 US-Dollar, davon 30.000 für den Turniersieger. Im Finale setzte sich Wesley So gegen Fabiano Caruana durch. Alle Partien wurden live von Maurice Ashley, Yasser Seirawan und Jennifer Shahade kommentiert. 
Vom 6. bis 14. Juni 2020 fand ein weiteres Online-Turnier mit acht Spielern statt: Magnus Carlsen, Maxime Vachier-Lagrave, Leinier Domínguez, Alexander Grischuk, Lewon Aronjan, Fabiano Caruana, Wesley So und Jeffery Xiong. Der Preisfonds betrug 265.000 US-Dollar. Magnus Carlsen gewann das Finale gegen Fabiano Caruana.